# Catedral de San Miguel y San Gabriel
La Catedral de San Miguel y San Gabriel o bien Catedral de los Santos Arcángeles Miguel y Gabriel (en rumano: Catedrala Sfinţii Arhangheli Mihail şi Gavril) es un edificio religioso católico de rito greco católico rumano en Satu Mare, Rumania, construido entre 1932 y 1937 en el lugar donde estaba una iglesia más antigua que fue abierta en 1803. El nuevo edificio fue encargado a los arquitectos Víctor Smigelschi y Gheorghe P. Liteanu , y su estilo se adecua a la arquitectura del período, con una cúpula sobre pechinas con torres en cada lado del pórtico y un portal monumental en la entrada.
La catedral está dividida en tres naves flanqueadas por columnas dobles, y su atrio cuenta con un balcón. El interior cuenta con murales de los pintores Schnell y los hermanos profeta, mientras que el sótano alberga una colección de libros antiguos, iconos y otros objetos religiosos . La colección catedral se creó en la década de 1980, décadas después de que el régimen comunista confiscó la propiedad greco-católica y le asignó a la Iglesia ortodoxa rumana.

## Véase también

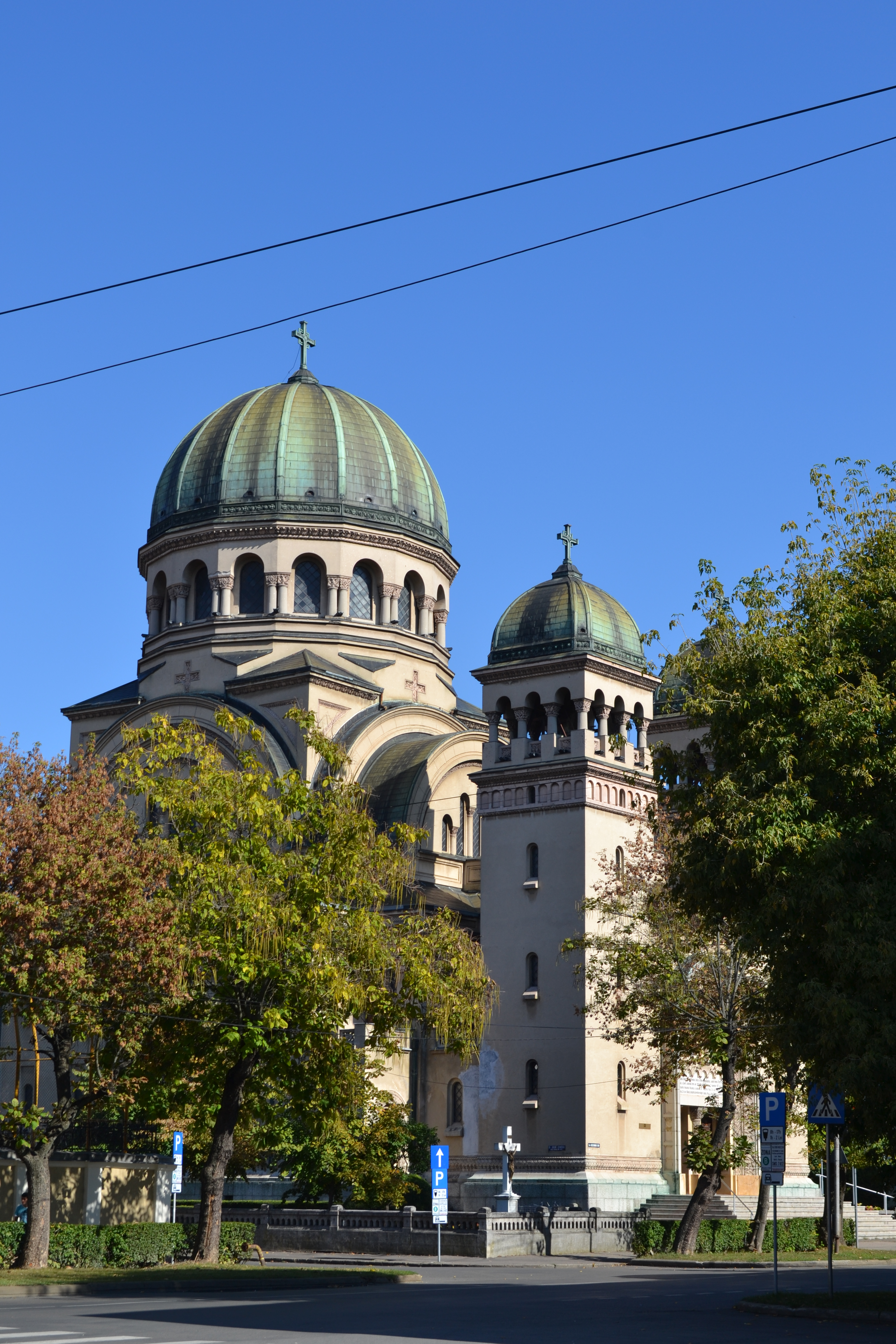
Otra vista del templo